# 労働基準法
労働基準法（ろうどうきじゅんほう、昭和22年4月7日法律第49号）は、労働基準（労働条件に関する最低基準）等に関する日本の法律である。
施行が間近に迫っていた日本国憲法第27条の趣旨および当時の労働情勢に鑑みて、第92回帝国議会に法案提出。議会での協賛を経て1947年（昭和22年）3月28日裁可、同年4月7日公布、一部の規定を除き同年9月1日施行。略称は、労基法（ろうきほう）である。先に制定された労働組合法、労働関係調整法と合わせて労働三法と呼ばれる。

## 概説
労働基準法は、近代市民社会の契約自由の原則を修正して労働者を保護する労働法の一つで、主たる名宛人は使用者である。労働組合法に代表される集団的労働関係法に対して、個別的労働関係法に位置づけられる。また、任意法規に対し、強行法規に位置づけられる。なお、労働基準法に定める最低基準以上の労働条件については、原則として、契約自由の原則による。
労働基準法は、労使が合意の上で締結した労働契約であっても、労働基準法に定める最低基準に満たない部分があれば、その部分については労働基準法に定める最低基準に自動的に置き換える（強行法規性、第13条）として民事上の効力を定めているほか、一部の訓示規定を除く殆ど全ての義務規定についてその違反者に対する罰則を定めて刑法としての側面も持ち、また法人に対する両罰規定を定めている（第13章）。さらに、労働基準監督機関（労働基準監督官、労働基準監督署長、都道府県労働局長、労働基準主管局長等）の設置を定め、当該機関に事業場（企業、事務所）や寄宿舎に対する立入検査、使用者等に対する報告徴収、行政処分等の権限を付与することで、行政監督による履行確保を図るほか、労働基準監督官に特別司法警察権を付与して行政監督から犯罪捜査までを通じた一元的な労働基準監督行政を可能にしている（第11章その他）。なお、労働基準監督機関の行政指導の範囲については、厚生労働省設置法第4条（厚生労働省組織令第7条）などによる。

## 施行及び履行の状況
施行後70年以上が経過した現在においても、中小企業から大企業に至るまで、多くの企業において労働基準法の重大な違反行為が存在している。その原因としては、労働組合の組織率が低いこと等の要因により多くの企業において人事権を持つ使用者が依然として労働者に対して著しく強い立場にあること、中小企業において法令知識の不十分な者が労務管理に当たる場合が多いこと（専門家である社会保険労務士の顧問契約にも至らない場合が多い）、労働基準監督官の人員が不足しており十分な行政監督が実施できていないこと等が挙げられる。
労働者は、自分の職場に労働基準法違反の事実があるときは、それを労働基準監督機関に申告（監督機関の行政上の権限の発動を促すこと）することができ、労働基準監督機関は必要に応じて違反を是正させるため行政上の権限を行使する。しかし、行政上の権限による解決には限界があることや、使用者が申告人に対して報復を行うおそれがあることから、違反事実の数に比して、労働者が違反事実を申告することは稀であると考えられる。
しかし、申告した労働者に不利益取扱いをすることは犯罪を構成するほか（労働基準法第104条第2項違反）、在職中の労働者が申告した場合は、公益通報者保護法が適用される。なお、労働基準法違反の罰則は、強制労働罪等一部のものを除き、刑事刑法というよりもむしろ行政刑法として解釈・運用されていると考えられる。すなわち、労働基準監督機関は、労働基準法違反事件に対し、告訴・告発がある場合を除き、通常は、刑事事件として立件するのではなく、主に行政上の措置（行政指導及び行政処分）により違反状態の是正及び履行の定着を図っている。しかし、現状として、労働基準監督機関は、業務改善命令、事業停止命令等の強力な行政処分権を備えておらず、行政監督を主に行政指導により行わざるを得ないことから、行政監督の実効性が不十分であると評価される場合がある。もっとも、賃金や解雇といった労働条件に関する事案において労働基準法の違反があれば、労働者は申告と並行して未払い賃金等民事的な請求を行うのが常であるから、行政指導等が行われた事実があれば民事訴訟において労働者側に有利な判決を導きうる。

## 沿革
明治政府
- 1872年（明治05年） 太政官布告第295号「人身売買ヲ禁シ諸奉公人年限ヲ定メ芸娼妓ヲ解放シ之ニ付テ貸借訴訟ハ取上ケス」
- 1875年（明治08年） 太政官布告第128号「金銭貸借引当ニ人身書入厳禁」
- 1875年（明治08年） 「官役人夫死傷手当規則」
- 1879年（明治12年） 「各庁技術工芸ノ者就業上死傷ノ節手当内規」
- 1905年（明治38年） 鉱業法
- 1911年（明治44年） 工場法成立
- 1916年（大正05年） 工場法施行
- 1921年（大正10年） 黄燐燐寸製造禁止法
- 1922年（大正11年） 健康保険法
- 1923年（大正12年） 工場法改正、工業労働者最低年齢法
- 1924年（大正13年） 鉱業法改正
- 1931年（昭和06年） 労働者災害扶助法、労働者災害扶助責任保険法
- 1936年（昭和11年） 退職積立金及退職手当法
- 1938年（昭和13年） 商店法

戦後
- 1947年（昭和22年） 労働基準法、労働者災害補償保険法
- 1959年（昭和34年） 最低賃金法
- 1960年（昭和35年） じん肺法
- 1970年（昭和45年） 家内労働法
- 1972年（昭和47年） 労働安全衛生法
- 1975年（昭和50年） 作業環境測定法
- 1992年（平成04年） 労働時間等の設定の改善に関する特別措置法
- 2007年（平成19年） 労働契約法

## 各論

### 第1章 総則
- 第1条（労働条件の原則）

本条は、労働者に人格として価値ある生活を営む必要を充すべき労働条件を保障することを宣明したものであって、本法各条の解釈にあたり基本観念として常に考慮されなければならない。「人たるに値する生活」には、労働者本人のみならず、その標準家族の生活をも含めて考える。「標準家族」の範囲は、その時その社会の一般通念によって理解されるべきものである（昭和22年9月13日発基17号、昭和22年11月27日基発401号）。
労働基準法の基準を理由に労働条件を引き下げることは、たとえ労使の合意に基づくものであっても違反行為であるが、社会経済情勢の変動等他に決定的な理由がある場合には本条に抵触しない（昭和63年3月14日基発150号）。
「当事者」には、使用者、労働者のほか、使用者団体、労働組合も含まれる。
- 第2条（労働条件の決定）

概念的には対等である使用者と労働者との間の現実の力関係の不平等を解決することが、本法の重要な視点であることを強調している。
- 第3条（均等待遇）

「信条」とは特定の宗教的若しくは政治的信念をいい、「社会的身分」とは生来の身分例えば部落出身者の如きものをいう（昭和22年9月13日発基17号）。
「国籍、信条、社会的身分」は限定列挙と解され、これら以外の理由で差別的取り扱いをすることは本条違反ではない。また、正社員と臨時社員とのように職制上の地位によって待遇に差を設けることは本条違反ではない。また、雇い入れにおける差別は含まれない（三菱樹脂事件、最判昭48年12月12日）。
ここでいう「労働条件」とは、職場における労働者の一切の待遇をいう。賃金や労働時間のほか、解雇、災害補償、安全衛生、寄宿舎に関する条件も含まれる（昭和23年6月16日基収1365号、昭和63年3月14日基発150号）。
「差別的取扱」には、不利に取扱うのみならず、有利に取扱う場合も含まれる。
派遣労働者については、派遣元に加え、労働契約関係にない派遣先についても、労働契約関係にあるものとみなされる。
- 第4条（男女同一賃金の原則）

- 第5条（強制労働の禁止）

- 第6条（中間搾取の排除）

本条は、日本国憲法の個人の人格の尊重、基本的人権の確立の趣旨にのっとり、封建的悪習たる親分子分の従属関係や労働者の人格を無視した賃金の頭ハネ等の絶滅を期するものである。職業安定法及び船員職業安定法の規定する範囲よりも広く労働関係の開始についてのみならず、その存続についても、第三者の介入することにより生ずる弊害を排除することを目的とする（昭和23年3月2日基発381号）。
本条の違反行為が成立するためには、「業として他人の就業に介入して利益を得る」第三者と「就業に介入される」労働関係の当事者（使用者と被使用者）の三者関係の存在が必要である。「何人も」とは本条の適用を受ける事業主に限られず、個人・団体、公人・私人とを問わない（昭和23年3月2日基発381号）。法人が利益を得た場合において、法人の従業員に計画・実行行為があればその従業員にも本条違反が成立する（昭和34年2月16日基収8770号）。
「業として利益を得る」とは、営利を目的として、同種の行為を反復継続することをいう。従って、一回の行為であっても反復継続して利益を得る意思があれば充分である。主業として為されると副業として為されるとを問わない。「利益」とは名称を問わず、又有形無形たるとを問わない（昭和23年3月2日基発381号）。
「他人の就業に介入」とは、使用者と労働者との中間に第三者が介在してその労働関係の開始存続について、何らかの因果関係を有する関与をなしていることである。職業紹介、労働者の募集、労働者供給事業等、労働関係の開始に介在する場合と、募集人、納屋頭等労働関係の存続に介在する場合とを問わない（昭和23年3月2日基発381号）。必ずしも雇用契約が成立する場合に関与することに限らない（最決昭和35年4月26日）。なお適法な労働者派遣は、派遣元と労働者との労働契約と、派遣先と労働者との間の指揮命令関係が全体として労働関係になるのであるから、第三者が他人の労働関係に介入するものではなく、本条違反にはならない。いっぽう労働者供給は、供給先と労働者との間に実質的な労働関係があるので、供給元と労働者との間に労働契約関係がある場合を除き、「他人の就業に介入」することとなる（昭和61年6月6日基発333号）。
「法律に基づいて許される場合」とは、職業安定法及び船員職業安定法の規定に基づく場合である。この場合においても、これらの法律に定める料金等を超えて金銭等を収受すると本条違反になる（昭和23年3月2日基発381号、昭和33年2月13日基発90号）。
- 第7条（公民権行使の保障）

- 第8条　削除

1999年改正法施行前は第8条で本法の適用事業を列挙していたが、社会経済の変化の中で新たな事業を適用事業として追加することとすると、一時的にも適用漏れが生ずるおそれがあり、また、号別に適用事業を区分して適用する規定が従来に比べて少なくなったこと等の理由により、改正法は第8条を削除し（平成11年1月29日基発45号）、原則として全ての事業に労働基準法を適用することとした。ただし、それぞれの業種の性質に応じて法規制を行う必要があるため、別表第一で業種を例示列挙している（別表第一は第8条と同一の内容を列挙しているが、別表第一に掲げる事業のみに本法が適用されるのではない）。
同一場所にあるものは原則として分割することなく一個の事業として適用され、場所的に分散しているものは原則として別個の事業として適用される。ただし、同一場所であっても労働の態様が著しく異なるときはこれを切り離して独立の事業とすることがあり、別々の場所にある事業でも著しく小規模で独立性のないものについては直近上位の機構と一括して一つの事業とすることがある（昭和22年9月13日発基17号、昭和23年3月31日基発511号、昭和33年2月13日基発90号、昭和63年3月14日基発150号、平成11年3月31日基発168号）。
- 第9条【労働者の定義】

- 第10条【使用者の定義】

- 第11条【賃金の定義】

- 第12条【平均賃金の定義】

### 第2章 労働契約

労働条件通知書

- 第13条（この法律違反の契約）
- 第14条（契約期間等）

有期労働契約については3年を超えて締結してはならない（特定条件者は5年）。
- 第15条（労働条件の明示）

労働条件の絶対的明示事項については、書面の交付（労働条件通知書）によらなければならない。
- 第16条（賠償予定の禁止）
- 第17条（前借金相殺の禁止）
- 第18条（強制貯金）
第13条-第18条の詳細は、「労働条件」の各項目を参照

- 第19条（解雇制限）
- 第20条（解雇の予告）
- 第21条
- 第22条（退職時等の証明）
- 第23条（金品の返還）
第19条-第23条の詳細は、「解雇」の各項目を参照

### 第3章 賃金
- 第24条（賃金の支払）
- 第25条（非常時払）
- 第26条（休業手当）
- 第27条（出来高払制の保障給）
第24条-第27条の詳細は、「賃金」の各項目を参照
- 第28条（最低賃金）

労働基準法制定時には、行政官庁が最低賃金審議会の調査および意見に基づき一定の事業または職業について最低賃金を定めることができる、とする旨の規定をしていたところ、実際には、戦後の混乱期の最中であり、この条項は機能しなかった。最低賃金法の施行により、賃金の最低基準に関する事項は最低賃金法で定めることとしたため、労働基準法上の条文は削除されている。
- 第29条-第31条　削除

### 第4章 労働時間、休憩、休日及び年次有給休暇
- 第32条（労働時間）

- 第32条の2【1ヶ月単位の変形労働時間制】
- 第32条の3【フレックスタイム制】
- 第32条の3の2
- 第32条の4【1年単位の変形労働時間制】
- 第32条の4の2
- 第32条の5【1週間単位の非定型的変形労働時間制】
第32条の2-第32条の5の詳細は、「変形労働時間制」の各項目を参照
- 第33条（災害等による臨時の時間外労働）

- 第34条（休憩）

- 第35条（休日）

- 第36条（時間外及び休日の労働）

- 第37条（時間外、休日及び深夜の割増賃金）

- 第38条（時間計算）

- 第38条の2【事業場外労働】
- 第38条の3【専門業務型裁量労働制】
- 第38条の4【企画業務型裁量労働制】
第38条の2-第38条の4の詳細は、「みなし労働時間制」の各項目を参照
- 第39条（年次有給休暇）

- 第40条（労働時間及び休憩の特例）
- 第41条（労働時間等に関する規定の適用除外）
第40条-第41条の詳細は、「労働時間#労働時間の特例・適用除外」の各項目を参照
- 第41条の2【高度プロフェッショナル制度】

### 第5章 安全及び衛生
- 第42条

労働基準法制定時には、安全及び衛生について一章を設けていたが、労働安全衛生法の施行により、安全及び衛生に関する事項は労働安全衛生法で定めることとしたため、労働基準法上の条文は削除されている。こうした経緯から、労働基準法と労働安全衛生法とは一体としての関係に立ち、労働基準法の労働憲章的部分（第1条~第3条）は労働安全衛生法の施行にあたっても当然その基本とされなければならない（昭和47年9月18日発基91号）。
- 第43条-第55条　削除

### 第6章 年少者
労働基準法では満18歳に満たない者を年少者といい、特別に保護をする規定を設けている。さらに年少者のうち、満15歳に達した日以後の最初の3月31日までの間の者を児童といい、さらに特別の保護を求めている。この章の規定については厚生労働省令（年少者労働基準規則）で具体的な細目を定める。
- 第56条（最低年齢）

就業が認められるための最低年齢に関する条約（ILO第138号条約）（日本も批准）に対応した規定となっている。
最低年齢違反の労働契約に就労している児童を解雇する場合についても、20条の解雇予告に関する規定は適用されるため、解雇予告手当を支払ったうえで即時解雇しなければならない（昭和23年10月18日基収3102号）。
- 第57条（年少者の証明書）

児童以外の場合には本法は親権者や後見人の同意書を求めていないが、民法第4条で、未成年者の法律行為には法定代理人の同意が必要とされているため、実務上は親権者や後見人の同意書を得る必要がある。
年齢確認義務は、使用者が負う。単純に労働者の申告を信用して満18歳未満の者の年齢証明書を備え付けなかった場合は本条違反となる。年齢確認に当たっては一般に必要とされる注意義務を尽くせば足り、その年齢を必ずしも公文書によって確認する義務はない（昭和27年2月14日基収52号）。
- 第58条（未成年者の労働契約）
- 第59条
第58条、第59条の詳細は、「未成年者#民法以外の法律」の各項目を参照
- 第60条
  1. 変形労働時間制（32条の2-32条の5）、三六協定による時間外労働（36条）、労働時間及び休憩の特例（40条）、高度プロフェッショナル制度（41条の2）は、18歳未満の者に対しては適用しない。
  2. 56条2項の規定によって使用する児童については、休憩時間を除き、修学時間を通算して1週間について40時間を、1日について7時間を超えて労働させてはならない。
  3. 満15歳以上満18歳未満（満15歳に達した日以後の最初の3月31日が終了するまでの間を除く）の者については、次の例により労働させることができる。
    - 1週間の労働時間が40時間を超えない範囲内において、1週間のうち1日の労働時間を4時間以内に短縮する場合において、他の日（1日に限られない）の労働時間を10時間まで延長すること。
    - 1週間について48時間、1日について8時間を超えない範囲内において、1ヶ月単位の変形労働時間制又は1年単位の変形労働時間制の規定の例により労働させること。
「修学時間」とは、「当該日の授業開始時刻から同日の最終授業終了時刻までの時間から、休憩時間及び昼食時間を除いた時間」となる（昭和25年4月14日基収28号）。
- 第61条（深夜業）

- 第62条（危険有害業務の就業制限）

- 第63条（坑内労働の禁止）

- 第64条（帰郷旅費）

### 第6章の2 妊産婦等
女性特有の身体状況に対する特則を定める。「妊産婦」とは、妊娠中の女性および産後1年を経過しない女性をいう。
女性労働者が妊娠しているか否かについて事業主は早期に把握し、適切な対応を図ることが必要であり、そのため、事業場において女性労働者からの申出、診断書の提出等所要の手続を定め、適切に運用されることが望ましい（平成18年10月11日基発1011001号）。
- 第64条の2（坑内業務の就業制限）

- 第64条の3（危険有害業務の就業制限）

第64条の2、第64条の3については、厚生労働省令（女性労働基準規則）で具体的な細目を定める。
- 第65条（産前産後）
- 第66条
- 第67条（育児時間）
第65条-第67条の詳細は、「産前産後休業」の各項目を参照
- 第68条（生理日の就業が著しく困難な女性に対する措置）

### 第7章 技能者の養成
- 第69条（徒弟の弊害排除）

本条は、日本における従来の徒弟制度にまつわる悪習慣を是正し、特に酷使の典型である雑役への使用を禁止する趣旨であるから、その監督取締は厳格に行われる。第1項は、技能の習得を目的とする者であることを理由としない場合は労働者を酷使してもよいという反対解釈を許す趣旨ではない（昭和22年12月9日基発53号）。
本条は、次条以下と異なり、適用対象が職業能力開発促進法第24条による認定を受けた職業訓練を受ける労働者に限定されていない。このことから、外国人技能実習法による外国人技能実習生についても当然に本条が適用される。
本条違反に対する罰則の定めはないが、本条違反が同時に年少者保護規定や強制労働の禁止、児童福祉法の虐待禁止規定等に違反する場合には、これらの規定による罰則の適用を受けることになり、それによって本条の実効性の確保がなされる。また民事的には本条違反を直接の根拠に公序良俗に反することを理由として、その労働契約をはじめから無効と解することができる。
- 第70条（職業訓練に関する特例）

就業可能業務は、教習事項を習得するために必要なもののみについて認められているものであるから、労働基準法施行規則別表第一に掲げられないものについてはたとえ技能養成工といえどもその就業を認めるものではない（昭和23年6月29日基発118号）。
- 第71条
前条の規定に基いて発する厚生労働省令は、当該厚生労働省令によって労働者を使用することについて行政官庁（都道府県労働局長）の許可を受けた使用者に使用される労働者以外の労働者については、適用しない。
- 第72条【職業訓練を受ける未成年者の年次有給休暇に関する特例】

- 第73条

- 第74条　削除
労働基準法制定時には、第74条において技能者養成審議会に関する規定を置いていたが、1958年（昭和33年）の職業訓練法（現在の職業能力開発促進法）の成立により同法の職業訓練審議会（現在の中央職業能力開発協会）にその役割を譲ったため、労働基準法上の条文は削除されている。

### 第8章 災害補償
災害補償責任は、使用者の無過失責任であり、労働者は災害の発生が「業務上」のものであることを立証すれば、たとえ使用者に故意・過失がなかったとしても補償を請求することができる。民法上の不法行為理論の修正である。
- 第75条（療養補償）

「業務上の疾病」及び「療養」の範囲は、それぞれ労働基準法施行規則別表第一の二及び施行規則第36条に掲げられているものである。規則第36条は入院、転地に伴う食費の増加等も含む趣旨であり特に贅沢療養と認められる費用以外はなるべく広く包含せしめること（昭和22年9月13日発基17号）。
労働者が就業中又は事業場若しくは事業の附属建設物内で負傷し、疾病にかかり又は死亡した場合には、使用者は、遅滞なく医師に診断させなければならない（施行規則第37条）。
- 第76条（休業補償）

- 第77条（障害補償）

- 第78条（休業補償及び障害補償の例外）

この認定は、様式第15号により、所轄労働基準監督署長から受けなければならない。この場合においては、使用者は、重大な過失があった事実を証明する書面をあわせて提出しなければならない（施行規則第41条）。「重大な過失」とは故意に類する過失の意であって、その認定は特に厳格に行い概ね次の基準によつて取り扱うこと（昭和22年9月13日発基17号）。
1. 休憩時間中の作業、担当外作業、安全衛生規則違反の作業等による災害であっても使用者が通常黙認する慣習がある場合には認定をしないこと。
2. 使用者が安全又は衛生に関する基準に違反してる場合は原則として認定をしないこと。

- 第79条（遺族補償）

- 第80条（葬祭料）

- 第81条（打切補償）

打切補償を支払えば、第19条の解雇制限は解除される。またこの場合、行政官庁の認定は不要である。
- 第82条（分割補償）

使用者は、分割補償を開始した後、補償を受けるべき者の同意を得た場合には、施行規則別表第三によって残余の補償金額を一時に支払うことができる（施行規則第46条）。
- 第83条（補償を受ける権利）

- 第84条（他の法律との関係）

労働者災害補償保険法が本法と同時に施行せられ、本法の災害補償の規定と不可分の関係に在るものであるから、事務の連絡調整について遺憾のないよう、慎重に取り扱うと共に労働者及び使用者にもその保険との関係を充分周知徹底させること（昭和22年9月13日発基17号）。労働者災害補償保険（労災保険）制度の給付内容が充実した今日では、労災保険が災害補償の大部分を担っていて、労働基準法による災害補償制度が果たす役割は小さい。
- 第85条（審査及び仲裁）

- 第86条

- 第87条（請負事業に関する例外）

- 第88条（補償に関する細目）

### 第9章 就業規則
- 第89条（作成及び届出の義務）
- 第90条（作成の手続）
- 第91条（制裁規定の制限）
- 第92条（法令及び労働協約との関係）
- 第93条（労働契約との関係）

### 第10章 寄宿舎
- 第94条（寄宿舎生活の自治）
- 第95条（寄宿舎生活の秩序）
- 第96条（寄宿舎の設備及び安全衛生）
- 第96条の2（監督上の行政措置）
- 第96条の3

### 第11章 監督機関
本法に規定される事項に違反等があった場合について、労働基準監督機関による監督行政の対象となる。
- 第97条（監督機関の職員等）

労働基準主管局は厚生労働省の内部部局として置かれる局で、労働条件及び労働者の保護に関する事務を所掌する。2001年（平成13年）1月6日の中央省庁再編以後、労働基準局が本法の「労働基準主管局」に該当する部局となる。
- 第98条　削除
1999年改正前は第98条で、本法の施行および改正を審議するため厚生労働省に中央労働基準審議会、各都道府県に地方労働基準審議会が置かれる旨の定めがあったが、2001年（平成13年）1月6日の中央省庁再編以後、労働政策審議会に統合されたため、本条は削除されている。
- 第99条（労働基準主管局長等の権限）

- 第100条（女性主管局長の権限）

女性主管局は、厚生労働省の内部部局として置かれる局で女性労働者の特性に係る労働問題に関する事務を所掌する。2017年の組織改正により雇用環境・均等局が、本法の「女性主管局」に該当する部局となる。
- 第101条（労働基準監督官の権限）
- 第102条
- 第103条
- 第104条（監督機関に対する申告）
- 第104条の2（報告等）
- 第105条（労働基準監督官の義務） 
第101条-第105条の詳細は、「労働基準監督官」の各項目を参照

### 第12章 雑則
- 第105条の2（国の援助義務）

- 第106条（法令等の周知義務）
  1. 使用者は、本法及びこれに基づく命令の要旨、就業規則、労使協定並びに労使委員会の決議を、常時各作業場の見やすい場所へ掲示し、又は備え付けること、書面を交付することその他の厚生労働省令で定める方法によって、労働者に周知させなければならない。
  2. 使用者は、本法及びこの法律に基いて発する命令のうち、寄宿舎に関する規定及び寄宿舎規則を、寄宿舎の見易い場所に掲示し、又は備え付ける等の方法によって、寄宿舎に寄宿する労働者に周知させなければならない。
- 第107条（労働者名簿）

- 第108条（賃金台帳）

- 第109条（記録の保存） 
使用者は、労働者名簿、賃金台帳及び雇入れ、解雇、災害補償、賃金その他労働関係に関する重要な書類を5年間保存しなければならない。
2020年改正法施行前は保存期間は「3年間」とされていたが、改正法施行により賃金請求権の消滅時効期間に合わせて5年間に延長された。もっとも、経過措置として、当分の間は保存期間は「3年間」のままとされる（附則第143条）。
- 第110条　削除
1994年改正法施行前は第110条で、行政官庁からの個別の要求によらない一般的な報告義務を労働省令によって使用者等に課す旨の規定が置かれていたが、文言が不明確であったため、行政官庁及び労働基準監督官が使用者等に必要な報告をさせ、又は出頭を命ずる根拠を第104条の2として明確に規定したため（平成6年1月4日基発1号）、本条は削除されている。
- 第111条（無料証明）

- 第112条（国及び公共団体についての適用）

本法施行時は公務員に対しても本条により本法が全面適用されていたが、国家公務員法、地方公務員法等の制定により適用関係は変化している。一般職の国家公務員、一般職の地方公務員についての一部については、国家公務員法附則第16条・地方公務員法第58条第3項の規定により本法の適用が除外される。なお、行政執行法人に勤務する職員の身分は国家公務員とされているが、労働基準法は全面的に適用される（行政執行法人の労働関係に関する法律第37条は、国家公務員法附則第16条の適用を除外している）。
- 第113条（命令の制定）

ILO144号条約（日本も批准）の「公労使三者構成の原則」を本法でも採用することを宣言している。2001年（平成13年）1月6日の中央省庁再編以後、労働政策審議会が本法の「公聴会」に該当する機関となる。
- 第114条（付加金の支払） 
裁判所は、第20条、第26条若しくは第37条の規定に違反した使用者又は第39条第7項の規定による賃金を支払わなかった使用者に対して、労働者の請求により、これらの規定により使用者が支払わなければならない金額についての未払金のほか、これと同一額の付加金の支払を命ずることができる。ただし、この請求は、違反のあった時から5年以内にしなければならない。
2020年改正法施行前は請求期間は「2年」とされていたが、改正法施行により賃金請求権の消滅時効期間に合わせて5年に延長された。もっとも、経過措置として、当分の間は請求期間は「3年」とされる（附則第143条）。なお「5年」は時効ではなく、除斥期間であると解される。
付加金の支払義務は、使用者が未払割増賃金等を支払わない場合に当然発生するものではなく、労働者の請求により裁判所が付加金の支払を命ずることによって初めて発生するものと解すべきであるから、使用者に本法違反があっても、裁判所がその支払を命ずるまで（訴訟手続上は事実審の口頭弁論終決時まで）に使用者が未払割増賃金の支払を完了しその義務違反の状況が消滅したときには、もはや裁判所は付加金の支払を命ずることができなくなる（細谷服装事件、最判昭和35年3月11日）。付加金の支払を命じる一審判決があっても、判決が確定しない限り、付加金の支払義務は発生しないとして、控訴審の口頭弁論終決時までに使用者が割増賃金等の未払金の支払いを完了した場合、裁判所は、やはり使用者に対して未払割増賃金等に係る付加金の支払を命ずることができない（ホッタ晴信堂薬局事件、最判平成26年3月6日）。
付加金の請求については、同条所定の未払金の請求に係る訴訟において同請求とともにされるときは、民事訴訟法第9条2項にいう訴訟の附帯の目的である損害賠償又は違約金の請求に含まれるものとして、その価額は当該訴訟の目的の価額に算入されないものと解するのが相当である（最決平成27年5月19日）。
- 第115条（時効）
この法律の規定による賃金の請求権はこれを行使することができる時から5年間、この法律の規定による災害補償その他の請求権（賃金の請求権を除く。）はこれを行使することができる時から2年間行わない場合においては、時効によって消滅する。  
1988年の改正法施行により、退職手当に関する事項が就業規則に明示しなければならないこととされ、その保護を図るため、退職手当については消滅時効期間が2年から5年に延長された。さらに2020年改正法施行により賃金請求権の消滅時効期間が5年に延長された。もっとも、経過措置として、当分の間、「賃金の請求権はこれを行使することができる時から5年間」とあるのは、「退職手当の請求権はこれを行使することができる時から5年間、この法律の規定による賃金（退職手当を除く。）の請求権はこれを行使することができる時から3年間」とする（附則第143条）。
- 第116条（適用除外）

常時同居の親族以外の労働者を使用する事業は適用事業となる。「内縁の妻」は「同居の親族」に含めない（昭和24年2月5日基収409号、平成11年3月31日基発168号）。
個人家庭における家事を事業とする事業者の指揮命令の下に家事を行う者は労働者となる。法人に雇われ、その役職員の家庭においてその家族の指揮命令の下で家事一般に従事している者については、「家事使用人」に該当する（平成11年3月31日基発168号）。
日本国内の事業又は事務所については、そこに使用される外国人労働者、外国人経営の会社についても適用される（属地主義の原則）。逆に、日本国外にある海外支店等には適用されない。外交官等、外交特権を有する者については、原則として裁判権は及ばない（昭和43年10月9日基収4194号）。

### 第13章 罰則
本法違反には罰則が科せられる。なお第1条・第2条違反に対する罰則はない。
- 第117条【1年以上10年以下の拘禁刑又は20万円以上300万円以下の罰金】
強制労働の禁止（5条）違反
- 第118条【1年以下の拘禁刑又は50万円以下の罰金】
中間搾取禁止（6条）、最低年齢違反（56条）、坑内労働の禁止・制限（63条、64条の2）、第70条の規定に基づいて発する厚生労働省令（第63条又は第64条の2の規定に係る部分に限る。）違反
- 第119条【6月以下の拘禁刑又は30万円以下の罰金】
均等待遇（3条）、男女同一賃金（4条）、公民権の行使（7条）、賠償予定の禁止（16条）、前借金相殺の禁止（17条）、強制貯金の禁止（18条1項）、解雇制限（19条）、解雇予告（20条）、退職者の就業妨害（22条4項）、法定労働時間（32条）、休憩（34条）、休日（35条）、健康上特に有害な業務の労働時間の延長（36条6項）、割増賃金（37条）、年次有給休暇（39条（7項を除く））、深夜業(61条）、18歳未満の者の危険有害業務の就業制限（62条）、妊産婦の就業制限（64条の3-67条）、職業訓練生の年次有給休暇（72条）、災害補償（75条-77条、79条、80条）、寄宿舎生活の自治（94条2項）、寄宿舎の設備及び安全衛生（96条）、監督機関に対する申告を理由とする不利益取り扱い（104条2項）違反
- 第120条【30万円以下の罰金】
契約期間（14条）、労働条件の明示（15条1項、3項）、任意貯蓄の返還（18条7項）、退職時の証明書（22条1項-3項）、金品の返還・賃金の支払い（23条-27条）、労使協定の届出（32条の2第2項、32条の4第4項、32条の5第3項、38条の2、38条の3）、1週間単位の変形労働時間制において1日10時間まで労働させる場合の通知（32条の5第2項）、災害等による時間外労働で事態急迫のために事後に届出る場合（33条1項但書）、年少者の労働契約（57条-59条）、帰郷旅費（64条）、生理休暇（68条）、就業規則（89条-91条）、寄宿舎規則の届出（95条1項、2項）、危険事業又は有害事業の附属寄宿舎の設置、移転、変更の届出（96条の2）、労働基準監督官等の守秘義務（100条3項、105条）、周知義務・記録保存義務（106条-109条）違反
- 第121条【両罰規定】

両罰の原因たる違反行為の範囲は、第10条の「使用者」の範囲より狭く、従業者以外の者の違反行為については、事業主に責任はない（昭和22年9月13日発基17号）。具体的には、当該事業の従業者でない者で労働者に関する特定事項（例えば労働契約の締結）について委任された者が、事業主の関与しない法違反の行為（例えば第14条違反の労働契約の締結）をする場合の如きである。「代理人」の例としては支配人の如きであり、「代理人、使用人以外の従業者」とは家族たる従業員や代表権のない取締役の如きである（昭和23年3月17日基発461号、昭和33年2月13日基発90号）。本条における違反行為者たる資格には従業者たる身分が必要であり、その従業者は第10条の「使用者」の資格を有する者に限る（昭和23年11月9日基収2968号）。ここでいう「使用者」とは、当該事項について権限を与えられているものをいうのであって、固有の権限であると、委任による権限であるとを問わない（昭和24年6月18日基発1926号）。